# کورلئونه (فیلم)
کورلئونه (انگلیسی: Corleone) یک فیلم است که در سال ۱۹۷۸ منتشر شد. از بازیگران آن می‌توان به کلودیا کاردیناله، جولیانو جما، فرانسیسکو رابال، گویا یلو، فولویو مینگوتسی، سالواتوره پونتیلو و میکله پلاچیدو اشاره کرد.